# Tireur (photographie)
Pour les articles homonymes, voir Tireur.
Un tireur est, en photographie, celui qui effectue le tirage des négatifs, c'est-à-dire leur projection sur un support positif, opaque ou translucide à l'aide d'un agrandisseur.
Certains très grands photographes professionnels, Henri Cartier-Bresson, Marc Riboud, William Klein notamment, n'effectuaient jamais le tirage argentique de leurs négatifs et le confiaient à des laboratoires photographies pour professionnels avec généralement un tireur dédié. 
Inversement, d'autres tout aussi grands photographes, Ansel Adams, Denis Brihat, Paul Strand, Pentti Sammallahti, Edward Weston n'ont jamais confié leurs négatifs à des tireurs pour qu'ils en effectuent des tirages. 

## Quelques tireurs professionnels réputés
On peut classer les tireurs suivant plusieurs critères :
- Le format des tirages. Cela a été longtemps le critère retenu pour les salariés de laboratoires : petits, moyens et grands formats.
- La technologie, argentique vs. numérique
- Le noir-et-blanc vs. la couleur
- Le statut. Artisan au sein d'un « Atelier » ou salarié d'un laboratoire photographique pour professionnel (Picto, Central Dupon Images, Négatif +, etc.)
- Les tireurs exclusifs, qui ne font pas de photographie  vs. les photographes qui considèrent que le tirage fait partie du processus photographique.
- Etc.

On trouvera ci-dessous une liste de tireurs et de photographes professionnels réputés pour la qualité de leurs tirages en les classant suivant les critères d'une part noir-et-blanc vs. couleurs et, d'autre part, photographes-tireurs vs. tireurs exclusifs (artisans er salariés) 

### Noir et blanc (argentique)

#### Photographes effectuant eux-mêmes leurs tirages
- Renato d'Agostin [1]
- Bill Brandt
- Brassaï[2]
- Denis Brihat
- Michael Kenna
- William Klein
- Irving Penn[3],[4]
- Man Ray
- Pentti Sammallahti
- Jeanloup Sieff[5]
- William Eugene Smith
- Paul Strand
- Jean-Louis Swiners[N 1],[6],[7],
- Edward Weston

#### Tireurs exclusifs (ou quasi-exclusifs)
On entend par « tireurs exclusifs « des tireurs faisant exclusivement du tirage et pas de photographie.
- Toros Aladjajian [8] (Toroslab)
- Jean-Yves Brégand [9]
- Marc Bruhat[10]
- Choi Chen Chung [11]
- Thomas Consani[12],[8],[13](Central Dupon Images)
- Stéphane Cormier
- Pierre-Louis Denis[14]
- François Duffort [15],[16]
- Georges Fèvre[N 2],[17]
- Pierre Gassmann[18] (Picto)
- Guillaume Geneste[N 3],[19] (La Chambre Noire[20])
- Dominique Granier (Atelier Gamme de Gris)[8]
- Pablo Inirio (Labo de Magnum Photo, New York) [8]
- Sid Kaplan (New York)
- Jean-Pascal Laux (Paris)
- Nathalie Lopparelli [8] (Fenêtre sur cour)
- Yvon Le Marlec [21]
- Voja Mitrovic [22] (Picto Bastille)
- Isabelle Menu [23] (Atelier d'estampe photographique)
- Payram[24],[N 4] (Picto Bastille)
- Diamantino Quintas [25] (Diamantino Labo Photo)
- Philippe Salaün[26]
- Lulasz Smudzinsky (Varsovie)
- Jules Steinmetz [27],[28] (L'Atelier Publimod)
- Claudine Sudre [29] (Labo Nicole)

### Noir et blanc (platine-palladium)
- Dick Arentz
- David Bailey
- Manuel Álvarez Bravo
- Alvin Langdon Coburn
- Imogen Cunningham
- Edward Sheriff Curtis
- Frederick H. Evans
- Robert Mapplethorpe[N 5]
- Irving Penn
- Sebastião Salgado
- Edward Steichen
- Alfred Stieglitz
- Paul Strand
- Edward Weston
- Clarence H. White

### Couleur
- Roland Dufau [30] (Atelier Dufau),Elisabeth Lejeune NBC Goossens, Patrick Créssenville NBC Goossens, Claude Dubos Publiphoto et Jean Jacques, Perrin Christian, Publiphoto, Sipa Labo, Dupon Montmartre, NBC Goossens, Jacques Escoudé, NBC Goossens

- Michel Fresson et Jean-François Fresson[31] (Atelier Fresson)

- Fred Jourda[32] (Picto)
- Marc Upson [33] (Mupson)